# Guy A. J. LaBoa

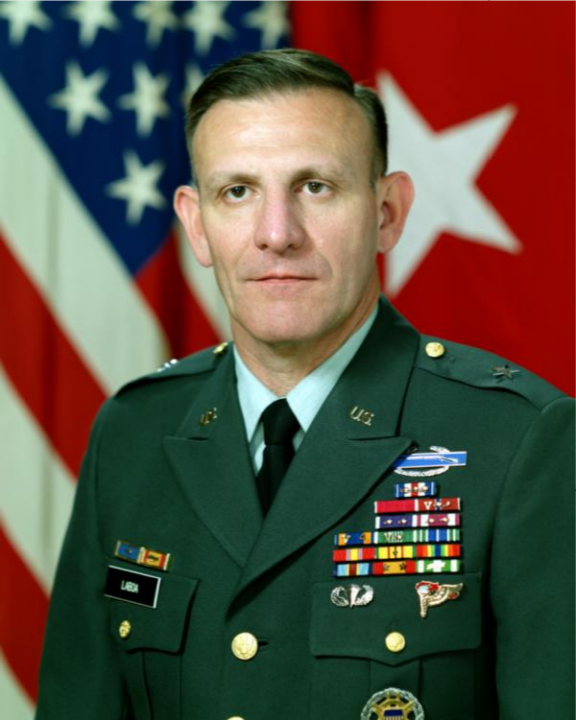
Guy A. J. LaBoa

Guy A. J. LaBoa (* 9. Dezember 1939 in Houston, Texas) ist ein pensionierter Generalleutnant der United States Army. Er war unter anderem Kommandeur der 1. Armee.
Guy LaBoa ist ein Sohn von Anthony B. LaBoa und dessen Frau Mary Inez Hill. Er besuchte die High School in Channelview in Texas. Über das ROTC-Programm der Northwestern State University in Natchitoches in Louisiana gelangte er im Jahr 1962 in das Offizierskorps des US-Heeres. Dort wurde er als Leutnant der Infanterie zugeteilt. In der Armee durchlief er anschließend alle Offiziersränge vom Leutnant bis zum Drei-Sterne-General.
Im Lauf seiner militärischen Karriere absolvierte LaBoa verschiedene Kurse und Schulungen. Dazu gehörten unter anderem der Infantry Officer’s Basic Course, der Infantry Officer’s Advanced Course, das Air Command and Staff College der United States Air Force und das United States Army War College.
In seinen jüngeren Jahren absolvierte er den für Offiziere in den niederen Rangstufen üblichen Dienst in verschiedenen Einheiten und Standorten in den Vereinigten Staaten. Dazu gehörten auch Aufgaben als Stabsoffizier in verschiedenen Hauptquartieren. Mitte der 1960er Jahre war er zwei Mal im Vietnamkrieg eingesetzt. Bei seinem zweiten Einsatz kommandierte er dort eine Kompanie, die der 25. Infanteriedivision unterstand.
Nach dem Krieg setzte er seine Offizierslaufbahn in den Vereinigten Staaten fort. Zwischenzeitlich war er auch in Deutschland unter anderem bei der 3. und der 8. Infanteriedivision stationiert. Bei der 3. Infanteriedivision war er Bataillonskommandeur und bei der 8. Infanterie kommandierte er eine Brigade. Später wurde er Stabschef der Division. Zu seinen Aufgaben als Stabsoffizier gehörte auch eine Zeit beim Joint Chiefs of Staff in Washington, D.C., wo er zwischen März 1986 und Juni 1987 in der Stabsabteilung J3 (Operationen) tätig war.
Anschließend wurde er zur 4. Infanteriedivision versetzt, wo er die Stabsabteilung G4 (Logistik) leitete. Es folgte eine Versetzung zum Stab des United States Army Forces Command, wo er in der Stabsabteilung für Operationen G3 arbeitete. Zwischen dem 4. Oktober 1991 und dem 22. Oktober 1993 kommandierte Guy LaBoa die 4. Infanteriedivision. Danach war er bis 1995 Stabschef beim United States Army Forces Command. Anschließend kommandierte er in den Monaten Mai bis Juli 1995 die 2. Armee. Daran schloss sich der Oberbefehl über die 1. Armee an, den er von 1995 bis 1997 innehatte. In dieser Funktion löste er John P. Otjen ab. Nachdem er sein Kommando zwei Jahre später an George A. Fisher Jr. übergeben hatte, ging LaBoa in den Ruhestand.
Nach seiner Pensionierung arbeitete LaBoa zunächst für die amerikanische Niederlassung der Firma CIBA Vision, ein Tochterunternehmen der Schweitzer Firma Novartis. Seit 2008 ist er Vorstandsmitglied der Firma KBR. Dort ist er vor allem in das Projekt Logistics Civil Augmentation Program (LOGCAP) eingebunden, das sich vor allem mit der materiellen Unterstützung des US-Heeres befasst. LaBoa ließ sich in Dahlonega in Georgia nieder, wo er zwischen 2004 und 2008 dem Stadtrat angehörte. Im Jahr 2012 kandidierte er erfolglos für den Bezirksrat des dortigen Lumpkin Countys.

## Orden und Auszeichnungen
Guy LaBoa erhielt im Lauf seiner militärischen Laufbahn unter anderem folgende Auszeichnungen:
- Army Distinguished Service Medal
- Silver Star
- Legion of Merit
- Bronze Star Medal
- Purple Heart
- Defense Meritorious Service Medal
- Meritorious Service Medal
- Air Medal
- Army Commendation Medal
- Army Achievement Medal